# قرار مجلس الأمن التابع للأمم المتحدة رقم 1119
قرار مجلس الأمن التابع للأمم المتحدة رقم 1119، المتخذ بالإجماع في 14 تموز / يوليو 1997، بعد الإشارة إلى القرارات السابقة بشأن كرواتيا بما في ذلك القرارات 779 (1992) و981 (1995) و1025 (1995) و1038 (1996) و1066 (1996) و1093 (1997)، أذن المجلس لبعثة مراقبي الأمم المتحدة في بريفلاكا بمواصلة رصد نزع السلاح في منطقة شبه جزيرة بريفلاكا في كرواتيا حتى 15 كانون الثاني / يناير 1998.
وأعرب المجلس عن قلقه من أن كرواتيا وجمهورية يوغوسلافيا الاتحادية (صربيا والجبل الأسود) فشلا في إحراز تقدم في اعتماد مقترحات عملية اقترحها مراقبو الأمم المتحدة العسكريون في أيار / مايو 1996 من أجل تخفيف التوتر وتحسين السلامة والأمن في المنطقة في بالإضافة إلى حل نزاع بريفلاكا.
وحث الأطراف على التنفيذ الكامل لاتفاق بشأن تطبيع العلاقات، والامتناع عن العنف، وضمان حرية الحركة لمراقبي الأمم المتحدة وإزالة الألغام الأرضية. طُلب من الأمين العام كوفي عنان تقديم تقرير إلى المجلس عن الحالة بحلول 5 كانون الثاني / يناير 1998 فيما يتعلق بالتقدم المحرز نحو حل سلمي للنزاع بين البلدين. أخيرًا، طُلب من قوة تحقيق الاستقرار، المصرح بها في القرار 1088 (1996)، التعاون مع بعثة مراقبي الأمم المتحدة في بريفلاكا.

## روابط خارجية
- نص القرار في undocs.org